# Мегленорумынский язык
Мегленорумы́нский язы́к (также меглено-рома́нский, меглени́тский язы́к, мегленовла́шский язы́к, мегле́нский язы́к; самоназвание: vlășéște «(говорить) по-влашски») — язык мегленорумын, распространённый в приграничных районах южной Македонии и северной Греции. Относится к восточно-романской подгруппе романской группы индоевропейской языковой семьи. Наиболее близок к арумынскому языку. Часть лингвистов рассматривают мегленорумынский как самостоятельный язык, часть — относит его к диалектам румынского языка, однако с уточнением, что он, вместе с арумынским и истрорумынским, входит в группу атипичных дивергентных диалектов, не взаимодействующих с современным румынским в его литературной форме. Является исчезающим языком. Общее число говорящих — около 5000 человек.
Мегленорумынский язык сформировался на основе романских говоров влахов, заселивших территорию своего нынешнего проживания в XII—XIII веках. Исследования мегленорумынского языка начались на рубеже XIX—XX веков, впервые мегленорумынский был изучен немецким лингвистом Г. Вейгандом (он является автором термина «мегленорумынский язык»). Выделяют македонские говоры, центральные говоры с обособленным, близким к македонским, говор Лундзини, а также противопоставленный остальным мегленорумынским, сближающийся с арумынским языком, говор Цэрнареки.
Язык бесписьменный, используется ограниченно, в основном в устном общении.

## О названии
Термин «мегленорумынский язык», а также этноним «мегленорумыны» ввёл первый исследователь этого языка Г. Вейганд (по названию области Меглен). Сами мегленорумыны называют себя влахами (vla, vlaʊ̯, множественное число vlaș), а свой язык обозначают при помощи наречия vlășéște «(говорить) по-влашски». Другие названия их языка: мегленский, мегленитский, мегленовлашский. По-румынски: limba meglenită, meglenoromână, по-немецки: Meglenitisch, Meglenorumänisch.

## Лингвогеография

### Ареал и численность

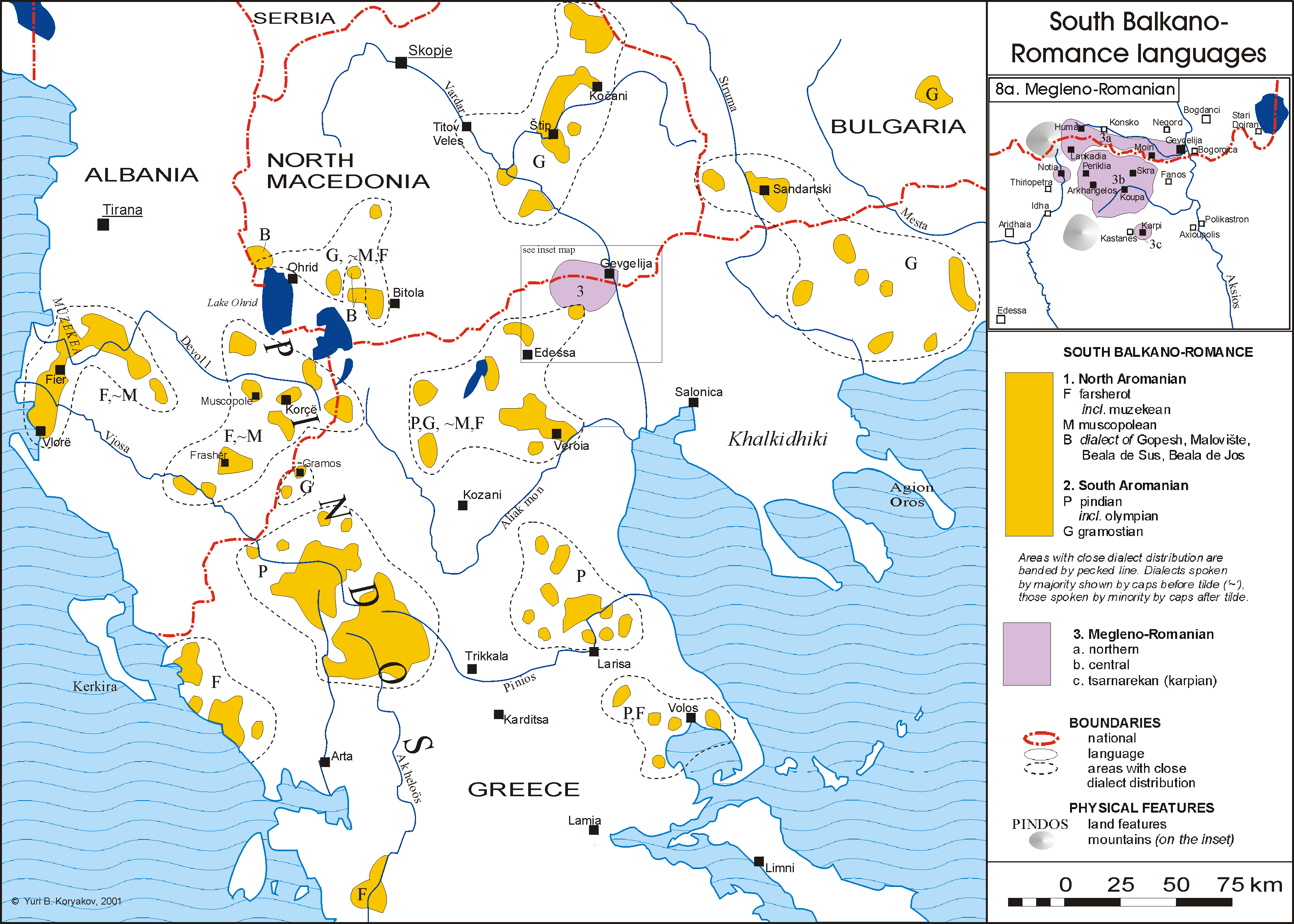
Ареалы мегленорумынского и арумынского языков

На мегленорумынском языке говорят жители нескольких сёл, расположенных в долине Меглен (верховья реки Мо́гленица) и в горных массивах Кожуф и Пайкон по обе стороны границы между Грецией и Македонией. Бо́льшая часть языкового ареала лежит по греческую стороны границы и входит в состав двух димов административной области Центральная Македония (по действующему с 2011 года административному делению Греции). На территории дима Алмопия находятся мегленорумынские сёла Нотия (Нынта) (Νότια), Лангадья (Лугунца) (Λαγκαδιά), Периклия (Бирислав) (Περίκλεια), Архангелос (Оссиани) (Αρχάγγελος); на территории дима Пеония — сёла Скра (Люмница) (Σκρα), Купа (Κούπα), Карпи (Тарнарека) (Κάρπη) и Кастанери (Баровица) (Καστανερή, меглениты ныне эллинизированы). В македонской части ареала (община Гевгелия на юго-востоке Республики Македонии) находится почти обезлюдевшее мегленорумынское село Хума (бо́льшая часть проживавших в нём носителей мегленорумынского языка в 1950-х годах переселилась в город Гевгелия).
Возможно, мегленорумынский язык сохраняется и среди иммигрантов, переселившихся из Греции и Македонии в течение XX века в Турцию, Узбекистан (город Ташкент), а также в Румынию и другие страны Европы.
До Второй мировой войны мегленорумын насчитывалось около 15 тысяч человек. Позднее их численность сократилась: по одним оценкам, до 4—5 тысяч, по другим — до 9—10 тысяч. При этом мегленорумынский практически не усваивают дети.

### Социолингвистические сведения и статус
Мегленорумынский язык (нередко обозначаемый термином «язык/диалект») представляет собой совокупность восточнороманских говоров с разной степенью диалектных различий между ними, распространённую среди жителей селений долины Меглен. Мегленорумынские говоры не имеют наддиалектной формы, их носители характеризуются слабым этническим самосознанием, они часто относят себя либо к грекам, либо к македонцам в зависимости от страны проживания, свой язык мегленорумыны называют влашским (в то же время влашским они называют и язык арумынов), некоторые носители мегленорумынского считают свой язык диалектом греческого языка. У мегленорумын отсутствуют культурные организации.
Мегленорумынский язык является бесписьменным языком, соответственно, он не имеет литературной нормы и не преподаётся в учебных заведениях. Данный язык используется исключительно в устном бытовом общении. У мегленорумын существует сравнительно развитая фольклорная традиция. Все носители мегленорумынского языка двуязычны: в Северной Македонии они владеют как мегленорумынским, так и македонским языками, в Греции — мегленорумынским и греческим.
В балканороманской языковой подгруппе мегленорумынский идиом объединяется вместе с арумынским и истрорумынским языками в южнодунайскую языковую ветвь, противопоставляемую севернодунайской ветви, в которую входит румынский язык.
Статус мегленорумынского идиома и его генетические связи в рамках балканороманской языковой подгруппы определяются по-разному:
- мегленорумынский язык рассматривается как один из поддиалектов дакорумынского диалекта (включающего весь балканороманский ареал к северу от Дуная) в составе румынского языка; первым высказал подобный взгляд О. Дянсушяну[англ.], он полагал, что мегленорумынский идиом имеет севернодунайское происхождение — предки мегленорумын переселились в их современный ареал с севера;
- мегленорумынский язык представляет собой архаичную стадию дакорумынского; данная точка зрения была высказана П. Атанасовым[рум.] на основе грамматических и лексических схождений дакорумынского и мегленорумынского языков;
- мегленорумынский язык — один из четырёх диалектов румынского языка наряду с истрорумынским, арумынским и дакорумынским[13];
- мегленорумынский язык вместе с арумынским как восточные языки/диалекты балканороманской подгруппы противопоставляются западным языкам/диалектам — истророманскому и дакороманскому (согласно гипотезе С. Пушкариу);
- мегленорумынский язык является поддиалектом южного диалекта румынского языка, куда входит также и арумынский язык (по мнению Т. Капидана[рум.] и Г. Ивэнеску[рум.]);
- мегленорумынский язык — одна из разновидностей арумынского языка;
- мегленорумынский язык — идиом, возникший в результате смешения говоров дакорумынского и арумынского типов.

### Диалекты
Для мегленорумынского языка характерно наличие территориальных диалектов (говоров и групп говоров), так как мегленорумыны в отличие от арумын ведут оседлый образ жизни. Не отмечается у мегленорумын и широко распространённого среди арумын варьирования языковых форм в речи одного и того же носителя языка.
В мегленорумынском языке выделяют следующие говоры и группы говоров:
- северные говоры, распространённые на территории государства Македония;
- центральные говоры (в Греции) — говоры сёл Люмница, Купа, Ошини, Бирислава и несколько обособленный от них, близкий к мегленским говорам Македонии, говор села Лундзини;
- говор села Цэрнареки, противопоставленный всем остальным мегленорумынским, сближающийся с говорами арумынского языка.

Миграции мегленорумын в XX веке (и, отчасти, в XXI веке) привели к ощутимым изменениям в диалектном членении мегленорумынского языка.

## Письменность
Собственная письменность у мегленорумынов отсутствует. В научных публикациях мегленорумынский записывается латинским алфавитом с добавлением ряда букв: ę (ɛ), ǫ (ɔ), ă или ĕ (ə), ț (t͡s), ḑ (d͡z), č (t͡ʃ), ğ (d͡ʒ), ń (ɲ), ľ (ʎ), k’ (c), g’ (ɟ), h’ (ç).

## История
В современный ареал проживания предки мегленорумын пришли в XII—XIII веках. После Первой мировой войны через территорию распространения мегленорумынского языка прошла греко-югославская граница. После греко-турецкой войны мегленорумыны-мусульмане из села Нонти были перемещены в Турцию. В 1930-е годы 340 семей мегленорумын переселились в Румынию, преимущественно в Добруджу. Во время гражданской войны в Греции часть мегленорумын отселилась в социалистические страны: СССР, ЧССР, Польшу, Венгрию, Румынию и Югославию. Многие из них позже вернулись на родину. Начиная с 1950-х годов идёт отток населения в греческие и македонские города, а также эмиграция в страны Западной Европы.

## Лингвистическая характеристика

### Фонетика и фонология
Система гласных мегленорумынского языка:
| Подъём\ряд     | Передний | Средний | Задний |
| -------------- | -------- | ------- | ------ |
| Верхний        | i        |         | u      |
| Средне-верхний | e        | ə       | o      |
| Средне-нижний  | ɛ        |         | ɔ      |
| Нижний         |          | a       |        |

В ударном слоге гласные могут удлиняться.
Система согласных мегленорумынского языка:
| Способ артикуляции ↓     | Губно-губные | Губно-зубные | Зубные | Альв. | Палат. | Заднеяз. |
| Взрывные                 | p b          |              | t d    |       | c ɟ    | k g      |
| Носовые                  | m            |              | n      |       | ɲ      |          |
| Дрожащие                 |              |              | r      |       |        |          |
| Аффрикаты                |              |              | t͡s d͡z  | t͡ʃ d͡ʒ |        |          |
| Фрикативные              |              | f v          | s z    | ʃ ʒ   |        | (x)      |
| Скользящие аппроксиманты | w            |              |        |       | j      |          |
| Боковые                  |              |              | l      |       | ʎ      |          |

Звук x встречается только в македонских и греческих заимствованиях. Кроме того, в грецизмах могут встречаться звуки β, ð и ɣ. Фонемы d͡z и d͡ʒ присутствуют только в говоре села Цэрнарека, в остальных говорах они упростились в z и ʒ соответственно.
Ударение — динамическое и свободное.

### Морфология

#### Имя существительное
Существительные могут быть трёх родов: мужского, женского и обоюдного. Слова мужского и обоюдного родов, как правило, заканчиваются на согласный или -u, слова женского рода — на -ă. Существительные, оканчивающиеся на -i, могут быть как мужского, так и женского рода.
Способы образования множественного числа:
- чередование конечного согласного: bărbat «мужчина» — bărbaț «мужчины»;
- окончание -i (для слов, оканчивающихся на -u и -ă): ócľu «глаз» — ócľi «глаза», casă «дом» — cási «дома»;
- окончания -ur, -i, -ă (для существительных обоюдного рода): loc — lócur, cătún «село» — cătúni «сёла»;
- утрата окончания (иногда с чередованием гласных и согласных в корне): límba «язык» — limb «языки», fráte «брат» — fraț «братья». В форме с артиклем во множественном числе может присутствовать исторически утраченное окончание -i: frațiľ «братья».

Кроме того, существительные, оканчивающиеся на -p, -b, -f, -v, -ț, -z, -č, -š, -j, -ľ, -i̯, -ń, -r и ударную гласную не различают форм числа.
Неопределённый артикль ставится перед существительным, определённый — после него. В единственном числе неопределённый артикль звучит как un (м.р.), ună (ж.р.), в некоторых говорах есть также формы множественного числа: ništi (м.р.), ništă (ж.р.).
Формы определённого артикля:
| род/число | ед. ч.                       | мн. ч.                          |
| --------- | ---------------------------- | ------------------------------- |
| М.р.      | -u(l), -lu (говор Цэрнареки) | -iľ, -ii̯, -ľa (говор Цэрнареки) |
| Ж.р.      | -a                           | -li                             |

Помимо именительного выделяются также дательный и родительный падежи, которые образуются преимущественно аналитически. Значение родительного падежа передаётся при помощи сочетания препозитивной частицы lu с артиклевой формой существительного (в мужском роде артикль может не ставиться): lu bărbátu, lu un bărbat «мужчины», lu feata, lu ună feată «девушки». В говоре села Люмница родительный падеж образуется синтетически (при помощи флексии артикля, как в румынском литературном языке): fę́tală «девушки»; также может использоваться комбинация синтетического и аналитического способов: lu u̯omului̯ «человека». Значение дательного падежа выражается сочетанием предлога la с артиклевой формой существительного: la feata, la ună feată «девушке».
Некоторые существительные также имеют звательную форму: frati «брат!», táti «папа!», u̯ómuli «дружище!», lupuli «волк!», sóru «сестра!».

#### Имя прилагательное
Степени сравнения прилагательных образуются аналитически: сравнительная при помощи наречия mai «больше» (mai mic «меньший»), а превосходная — сочетанием наречия mai c прилагательным, стоящим в артиклевой форме либо добавлением указательного местоимения (в таком случае артикль к прилагательному может не прибавляться): țéla mai mari/marli «самый большой». В говоре села Цэрнарека для образования превосходной степени используется приставка nai̯-, заимствованная из македонского: nai̯marli di toț «самый маленький из всех».
Прилагательные делятся на три группы:
- различающие род в обоих числах: bun «хороший», búnă «хорошая» — buń «хорошие» (м. р.), búnă «хорошие» (ж. р.);
- различающие род только в единственном числе: vécľu «старый», vecľă/veacľă «старая» — vécľi «старые»;
- неразличающие род: mári «большой, большая» — mar «большие».

#### Местоимение
В мегленорумынском языке выделяются следующие разряды местоимений: личные, возвратные, притяжательные, указательные, неопределённые, относительные и вопросительные.
Склонение ударных форм личных местоимений единственного и множественного числа:
| Число         | 1-е лицо        | 2-е лицо        | 3-е лицо    | 3-е лицо    |
| Число         | 1-е лицо        | 2-е лицо        | мужской род | женский род |
| ------------- | --------------- | --------------- | ----------- | ----------- |
| единственное  | i̯o, i̯u̯o, i̯u̯a    | tu              | i̯el, i̯ăl    | i̯á          |
| множественное | noi̯, nu̯oi̯, nu̯ăi̯ | voi̯, vu̯oi̯, vu̯āi̯ | i̯eľ, i̯ei̯    | i̯áli        |

Неударные формы личных местоимений схожи во многом с румынскими формами, но имеют свои фонетические особенности: в мегленорумынском — ạn’, n’, ạţ, -ţ; mi, ti и т. д. при румынских формах — îmi, mi-, îţi, -ţi; mā, te и т. д. Для местоимений 1-го и 2-го лица характерны особые формы винительного падежа. Сочетание форм именительного падежа с предлогом la выражает значение дательного падежа.
Притяжательные местоимения (meu̯, me̯a, meľ и т. д.) как правило употребляются в препозиции к существительному.

Указательные местоимения имеют формы, различающие значение близости / дальности: ţístu, ţísta, éstu, aístu «этот» — ţăl, ţéla «тот».

Неопределённые местоимения: ţivá «что-то, ничего», vrin, vrínă «кто-то», sfácă (славянское заимствование), iér (турецкое заимствование) «всякий, каждый» и т. д.

Относительные и вопросительные местоимения: cári «который», ţi, ţe «что» и т. д.

#### Глагол
Глагол имеет формы трёх наклонений: изъявительного, повелительного и сослагательного.
В изъявительном наклонении различается пять времён: настоящее, имперфект, простой перфект, сложный перфект и плюсквамперфект.
Глаголы делятся на четыре спряжения: к первому относятся глаголы на -ari (căntári «петь»), ко второму — на -e̯ari (vide̯ári «видеть»), к третьему и четвёртому — на -iri (zíțiri «говорить», viníri «приходить»), продуктивным является только последнее.
Спряжение глаголов в настоящем времени на примере слов căntári «петь», căde̯ári «падать», bátiri «бить», durmíri «спать»:
| Лицо и число       | I      | II    | III   | IV     |
| ------------------ | ------ | ----- | ----- | ------ |
| 1-е лицо ед. числа | cǫnt   | cad   | bat   | dorm   |
| 2-е лицо ед. числа | cǫnț   | caz   | baț   | dorm   |
| 3-е лицо ед. числа | cǫntă  | cadi  | bati  | doarmi |
| 1-е лицо мн. числа | căntǫm | cădem | batim | durmim |
| 2-е лицо мн. числа | căntaț | cădeț | batiț | durmiț |
| 3-е лицо мн. числа | cǫntă  | cad   | bat   | dorm   |

Спряжение глаголов в имперфекте:
| Лицо и число       | I      | II     | III    | IV      |
| ------------------ | ------ | ------ | ------ | ------- |
| 1-е лицо ед. числа | căntam | cădeam | băteam | durmeam |
| 2-е лицо ед. числа | căntai̯ | cădeai̯ | băteai̯ | durmeai̯ |
| 3-е лицо ед. числа | căntà  | cădeà  | băteà  | durmeà  |
| 1-е лицо мн. числа | căntam | cădeam | băteam | durmeam |
| 2-е лицо мн. числа | căntaț | cădeaț | băteaț | durmeaț |
| 3-е лицо мн. числа | căntau̯ | cădeau̯ | băteau̯ | durmeau̯ |

Спряжение глаголов в простом перфекте:
| Лицо и число       | I       | II     | III    | IV      |
| ------------------ | ------- | ------ | ------ | ------- |
| 1-е лицо ед. числа | căntai̯  | căzui̯  | bătui̯  | durmii̯  |
| 2-е лицо ед. числа | căntaš  | căzuš  | bătuš  | durmiš  |
| 3-е лицо ед. числа | căntǫ   | căzù   | bătù   | durmì   |
| 1-е лицо мн. числа | cănǫm   | căzum  | bătum  | durmim  |
| 2-е лицо мн. числа | căntaț  | căzuț  | bătuț  | durmiț  |
| 3-е лицо мн. числа | căntară | căzură | bătură | durmiră |

Сложный перфект и плюсквамперфект образуются сочетанием форм вспомогательного глагола ve̯ári «иметь» (для перфекта используется настоящее время этого глагола, а для плюсквамперфекта — имперфект) с причастием смыслового глагола.
В сослагательном наклонении выделяется три времени: настоящее, имперфект и перфект. Существование имперфекта, однако, не является общепризнанным.
Спряжение глаголов в настоящем времени конъюнктива
| Лицо и число       | I         | II       | III      | IV        |
| ------------------ | --------- | -------- | -------- | --------- |
| 1-е лицо ед. числа | să cǫnt   | să cad   | să bat   | să dorm   |
| 2-е лицо ед. числа | să cǫnț   | să caz   | să baț   | să dorm   |
| 3-е лицо ед. числа | să cǫntă  | să cadă  | să bată  | să doarmă |
| 1-е лицо мн. числа | să căntǫm | să cădem | să bătem | să durmim |
| 2-е лицо мн. числа | să căntaț | să cădeț | să băteț | să durmiț |
| 3-е лицо мн. числа | să cǫntă  | să cadă  | să bată  | să doarmă |

Из неличных форм имеются инфинитив, причастие прошедшего времени и герундий.

### Лексика
Большая часть словарного состава имеет латинское происхождение. Есть заимствования из славянских языков, как общие для всех балкано-романских языков (dragă «дорогой», sută «сто»), так и более поздние, преимущественно из македонского (drob «печень», písmă «письмо», lísiță «лисица»). Кроме того, имеются слова субстратного происхождения (țap «козёл», daš «ягнёнок», năprătcă, năpǫrtcă «змея»), грецизмы (drum «дорога», dascăl «учитель», ácsen «чужак») и турцизмы (căsăbá «город», avá «погода»).

## История изучения
Впервые исследованием мегленорумынского языка занялся немецкий учёный Г. Вейганд. В дальнейшем мегленорумынский изучали П. Папахаджи, И. Кандря, Т. Капидан, П. Атанасов, М. Караджиу-Мариоцяну, Н. Сараманду, М. Папагеоргиу, Д. Папацафа, Д. Чотти.

## Пример текста
Ninelu («Кольцо», записано в селе Ошань в 1910 году)
Nu-ń-mi strinzi di mǫnă,
Să nu-ń-la frǫnzi ninelu;
Să nu-ń-la frǫnzi ninelu,
Cu dǫu̯sprets di rap.
Cum s-mi duc i̯o casă,
Cum s-la dau̯ dževapu;
Cum s-la dau̯ dževapu,
La tāti ši la māma.
Tāti să-ń-mi tăltšască,
Māma să-ń-mi zăplǫngă;
Māma să-ń-mi zăplǫngă,
Bebi să-ń-mi drubească.
Hai̯di feată cāsă,
Io s-la dar ninelu;
Io s-la dar ninelu,
Cu pai̯sprăts di rap.